# Contro la ragione
Contro la ragione è il secondo singolo del gruppo rock italiano Verdena, undicesima traccia di Endkadenz Vol. 1. La traccia dura 3 minuti e 15 secondi.

## Formazione
- Alberto Ferrari: pianoforte, mani, campioni, fischietto, voci
- Luca Ferrari: batteria, piatto reverse, bonghi, maracas, tastiere
- Roberta Sammarelli: basso